# Guillem II de Besalú
Guillem II de Besalú el Tro (? - 1066) fou comte de Besalú i Ripoll (1052-1066).

## Orígens familiars
Fill del comte Guillem I de Besalú, heretà el comtat de Besalú a la mort del seu pare.

## Vida política
Igual que ell tingué conflictes amb l'Església, i en sotmetre-s'hi va haver de lliurar la població de Bàscara al Bisbat de Girona.
Governà conjuntament amb el seu germà Bernat II de Besalú.

## Núpcies i descendents
Es casà amb Estefania de Provença, filla de Guifré I de Provença. D'aquesta unió nasqueren dos fills:
- l'infant Bernat III de Besalú (?-1111), comte de Besalú
- la infanta Estefania de Besalú, casada amb Roger II de Foix

Guillem II fou assassinat el 1066.